# Eredivisie (basketbal)
De eredivisie basketbal was van 1960 tot 2021 het hoogste niveau van Nederland. Van 2010 tot 2021 heette het officieel de Dutch Basketball League. Alle teams waren professioneel, en alle spelers waren (voltijds, dan wel deeltijds) in dienst van hun club. De teams speelden een volledige competitie tegen elkaar, twee thuiswedstrijden en twee uitwedstrijden tegen elk team. In 2021 werd ter vervanging de BNXT League opgericht. In deze competitie doen zowel Nederlandse als Belgische teams mee. Het eerste seizoen van deze competitie is het seizoen 2021-2022.

## Geschiedenis
De eredivisie werd in 1960 gevormd door de 12 sterkste clubs in de toen aanwezige competitie. Het is sindsdien in het Nederlandse basketbal het hoogste niveau waarin een club kan uitkomen. 
De Playoffs zijn in 1977 geïntroduceerd.
In de seizoenen 1973/1974, 1974/1975, 1990/1991, 1991/1992 en 1995/1996 tot en met 2005/2006 werd eerst een thuis- en uitwedstrijd gespeeld tegen elk team waarna de competitie werd opgedeeld in een zogeheten "Elite A" en "Elite B", met respectievelijk de teams uit de bovenste helft en onderste helft van de normale competitie.

## Statistieken
Den Bosch heeft de meeste landstitels gewonnen (16x) en speelt al sinds 1972 onafgebroken in de eredivisie (plus het seizoen 1965/1966). DED Amsterdam staat op een tweede plek wat betreft landstitels (8x), Groningen wat betreft jaren in de eredivisie (1970-1983; 1986-heden).

Amsterdam heeft de meeste verschillende teams gehad (tien) waarvan zes tegelijkertijd (seizoenen 1961/62-1967/68). De langstlopende sponsor is Landstede (sinds 1999 sponsor van Landstede Basketbal).

## Individuele prijzen
Traditioneel worden er individuele prijzen uitgereikt aan spelers op basis van hun spel in een DBL seizoen.
- Meest Waardevolle Speler
- Play-Offs MVP
- All-Star Team
- Rookie of the Year
- Most Improved Player
- MVP onder 23
- Sixth Man of the Year
- Coach van het Jaar
- Beste Verdediger van het Jaar
- Statistical Player of the Year
- All-Rookie Team
- All-Defense Team

## Kampioenen & Finales
Gebruikte vlaggen voor clubnamen zijn deze van de steden en gemeentes waaruit de clubs afkomstig waren.
| 3 | Geeft aan dat het team de triple won |
| § | Geeft aan dat het team de dubbel won |

| Seizoen | Kampioen                                                                          | Score                                                                             | Runner-up                                                                         |
| ------- | --------------------------------------------------------------------------------- | --------------------------------------------------------------------------------- | --------------------------------------------------------------------------------- |
| 1960–61 | The Wolves Amsterdam                                                              |                                                                                   | Blue Stars Diemen                                                                 |
| 1961–62 | Landlust Amsterdam                                                                |                                                                                   |                                                                                   |
| 1962–63 | Landlust Amsterdam                                                                |                                                                                   |                                                                                   |
| 1963–64 | The Wolves Amsterdam                                                              |                                                                                   |                                                                                   |
| 1964–65 | The Wolves Amsterdam                                                              |                                                                                   |                                                                                   |
| 1965–66 | Herly Amsterdam                                                                   |                                                                                   |                                                                                   |
| 1966–67 | SVE Utrecht                                                                       |                                                                                   | Landlust Amsterdam                                                                |
| 1967–68 | Flamingo's Haarlem                                                                |                                                                                   |                                                                                   |
| 1968–69 | Punch Delft                                                                       |                                                                                   | Blue Stars Diemen                                                                 |
| 1969–70 | Blue Stars Diemen                                                                 |                                                                                   | Rotterdam-Zuid                                                                    |
| 1970–71 | Levi's Flamingo's Haarlem§                                                        |                                                                                   | Rotterdam-Zuid                                                                    |
| 1971–72 | Levi's Flamingo's Haarlem                                                         |                                                                                   | FIAT Stars Diemen                                                                 |
| 1972–73 | Levi's Flamingo's Haarlem                                                         |                                                                                   | Raak Punch Delft                                                                  |
| 1973–74 | Transol Rotterdam-Zuid                                                            |                                                                                   | Levi's Flamingo's Haarlem                                                         |
| 1974–75 | Raak Punch Delft                                                                  |                                                                                   | Transol Rotterdam-Zuid                                                            |
| 1975–76 | Kinzo Amstelveen                                                                  |                                                                                   | Buitoni Haarlem                                                                   |
| 1976–77 | Kinzo Amstelveen                                                                  |                                                                                   | Sperry Remington Den Bosch                                                        |
| 1977–78 | Parker Leiden                                                                     | 2–1                                                                               | Tripper Jeans Delft                                                               |
| 1978–79 | EBBC Den Bosch                                                                    | 2–0                                                                               | Parker Leiden                                                                     |
| 1979–80 | Nashua Den Bosch                                                                  | 2–0                                                                               | Parker Leiden                                                                     |
| 1980–81 | Nashua Den Bosch                                                                  | 2–0                                                                               | Parker Leiden                                                                     |
| 1981–82 | Nationale Nederlanden Donar                                                       | 3–1                                                                               | Nashua Den Bosch                                                                  |
| 1982–83 | Nashua Den Bosch                                                                  | 3–0                                                                               | Hatrans Haaksbergen                                                               |
| 1983–84 | Nashua Den Bosch                                                                  | 3–1                                                                               | Elmex Leiden                                                                      |
| 1984–85 | Nashua Den Bosch                                                                  | 3–0                                                                               | Elmex Leiden                                                                      |
| 1985–86 | Nashua Den Bosch                                                                  | 3–2                                                                               | Doppeldouche Den Helder                                                           |
| 1986–87 | Nashua Den Bosch                                                                  | 3–1                                                                               | Direktbank Den Helder                                                             |
| 1987–88 | Nashua Den Bosch                                                                  | 3–1                                                                               | Miniware Weert                                                                    |
| 1988–89 | Direktbank Den Helder                                                             | 3–1                                                                               | Nashua Den Bosch                                                                  |
| 1989–90 | Commodore Den Helder                                                              | 3–2                                                                               | Nashua Den Bosch                                                                  |
| 1990–91 | Commodore Den Helder                                                              | 3–0                                                                               | Nashua Den Bosch                                                                  |
| 1991–92 | Commodore Den Helder                                                              | 3–2                                                                               | Pro-Specs Den Bosch                                                               |
| 1992–93 | Falcon Jeans Den Bosch                                                            | 4–2                                                                               | Selex Weert                                                                       |
| 1993–94 | Lanèche BS Weert                                                                  | 4–2                                                                               | Canoe Jeans Den Bosch                                                             |
| 1994–95 | Mustang Jeans Den Helder                                                          | 4–1                                                                               | GOBA Gorinchem                                                                    |
| 1995–96 | America Today Den Bosch                                                           | 4–2                                                                               | René Colthof Den Helder                                                           |
| 1996–97 | Libertel Dolphins Den Bosch                                                       | 4–3                                                                               | Finish Profiles Amsterdam                                                         |
| 1997–98 | Hans Verkerk Keukens Den Helder                                                   | 4–3                                                                               | RZG Donar                                                                         |
| 1998–99 | Ricoh Astronauts§                                                                 | 4–3                                                                               | Hans Verkerk Keukens Den Helder                                                   |
| 1999–00 | Ricoh Astronauts                                                                  | 4–1                                                                               | Image Center Werkendam                                                            |
| 2000–01 | Ricoh Astronauts                                                                  | 4–2                                                                               | Vanilla BS Weert                                                                  |
| 2001–02 | Ricoh Astronauts                                                                  | 4–3                                                                               | EiffelTowers Nijmegen                                                             |
| 2002–03 | EiffelTowers Nijmegen§                                                            | 4–1                                                                               | BC Omniworld Almere                                                               |
| 2003–04 | MPC Capitals                                                                      | 4–2                                                                               | Tulip Den Bosch                                                                   |
| 2004–05 | Demon Astronauts Amsterdam                                                        | 4–0                                                                               | Landstede Basketbal                                                               |
| 2005–06 | EiffelTowers Den Bosch                                                            | 4–3                                                                               | MPC Capitals                                                                      |
| 2006–07 | EiffelTowers Den Bosch                                                            | 4–0                                                                               | Matrixx Magixx                                                                    |
| 2007–08 | MyGuide Amsterdam                                                                 | 4–3                                                                               | EiffelTowers Den Bosch                                                            |
| 2008–09 | EclipseJet-MyGuide Amsterdam                                                      | 4–3                                                                               | EiffelTowers Den Bosch                                                            |
| 2009–10 | GasTerra Flames                                                                   | 4–1                                                                               | WCAA Giants                                                                       |
| 2010–11 | Zorg en Zekerheid Leiden                                                          | 4–3                                                                               | GasTerra Flames                                                                   |
| 2011–12 | EiffelTowers Den Bosch                                                            | 4–1                                                                               | Zorg en Zekerheid Leiden                                                          |
| 2012–13 | Zorg en Zekerheid Leiden                                                          | 4–0                                                                               | Aris Leeuwarden                                                                   |
| 2013–14 | GasTerra Flames §                                                                 | 4–3                                                                               | SPM Shoeters Den Bosch                                                            |
| 2014–15 | SPM Shoeters Den Bosch                                                            | 4–1                                                                               | Donar Groningen                                                                   |
| 2015–16 | Donar Groningen                                                                   | 4–1                                                                               | Landstede Basketbal                                                               |
| 2016–17 | Donar Groningen 3                                                                 | 4–1                                                                               | Landstede Basketbal                                                               |
| 2017–18 | Donar Groningen §                                                                 | 4–0                                                                               | Zorg en Zekerheid Leiden                                                          |
| 2018–19 | Landstede Basketbal                                                               | 4–2                                                                               | Donar Groningen                                                                   |
| 2019–20 | Competitie vroegtijdig gestaakt en geen finale gespeeld vanwege de Coronapandemie | Competitie vroegtijdig gestaakt en geen finale gespeeld vanwege de Coronapandemie | Competitie vroegtijdig gestaakt en geen finale gespeeld vanwege de Coronapandemie |
| 2020–21 | Zorg en Zekerheid Leiden                                                          | 3–0                                                                               | Heroes Den Bosch                                                                  |